# Nagy Pogány Hadsereg
A Nagy Pogány Hadsereg, más néven Nagy Viking Hadsereg skandináv harcosok koalíciója volt, akik Kr. u. 865-ben megszállták Angliát. A 8. század vége óta a vikingek portyákat hajtottak végre a gazdagság központjai, például kolostorok ellen. A Nagy Pogány Hadsereg sokkal nagyobb volt, és célja a négy királyság, Kelet-Anglia, Northumbria, Mercia és Wessex meghódítása és elfoglalása volt.
A Nagy Pogány Hadsereg elnevezés az Angolszász krónikából származik. A haderőt a legendás Ragnar Lodbrok öt fia közül három vezette, köztük Halfdan Ragnarsson, Csonttalan Ivar és Ubba. Az angolszász királyságok elleni inváziós és hódító hadjárat 14 évig tartott. A fennmaradt források nem adnak biztos támpontot a létszámáról, de a leírások szerint a legnagyobb ilyen jellegű erők között volt.
A betolakodók kezdetben Kelet-Angliában szálltak partra, ahol Edmund király a béke fejében lovakat biztosított nekik a hadjáratukhoz. A 865-866-os telet Thetfordban töltötték, mielőtt észak felé vonultak, hogy elfoglalják Yorkot 866 novemberében. Yorkot Eboracum római légiós erődként alapították, és Eoforwic angolszász kereskedelmi kikötőként éledt újjá. A sereg 867 folyamán mélyen Merciába vonult, és Nottinghamben telelt.  A merciaiak megegyeztek a viking sereggel, amely 868-869 telére visszaköltözött Yorkba. 869-ben a nagy sereg visszatért Kelet-Angliába, meghódította azt és megölte a királyát. A sereg Thetfordba költözött téli szállásra.
871-ben a vikingek Wessexbe költöztek, ahol Nagy Alfréd fizetett nekik, hogy távozzanak. A sereg ezután Londonba vonult, hogy ott teleljen át 871-872-ben. A következő hadjárati időszakban a sereg először Yorkba vonult, ahol erősítést gyűjtött. Ez a haderő Mercia északkeleti részén hadjáratot folytatott, majd a telet Torkseyben, a Trent mentén, a Humber közelében töltötte. A következő hadjárati időszakban úgy tűnik, hogy a sereg leigázta Mercia nagy részét. Burgred, Mercia királya a tengerentúlra menekült, és helyére Coelwulfot ültették, akit az Angolszász krónika "egy bolond király lovagjaként" ír le. A sereg a következő telet a Trent középső folyásánál fekvő Reptonban töltötte, majd a jelek szerint a sereg kettévált. Úgy tűnik, hogy egy csoport visszatért Northumbria területére, ahol letelepedett, míg egy másik csoport úgy tűnik, hogy Wessex lerohanására fordult.
Ekkorra már csak Wessex királyságát nem hódították meg. 878 májusában Nagy Alfréd legyőzte a vikingeket az edingtoni csatában, és olyan szerződésben állapodtak meg, amelynek értelmében a vikingek továbbra is ellenőrzésük alatt tarthatták Észak- és Kelet-Anglia nagy részét, a később Danelaw néven ismert régiót.
Az Angolszász krónika nem említi ennek az inváziónak az okát, talán azért, mert a viking támadások meglehetősen gyakoriak voltak abban az időszakban. A Þáttr af Ragnars sonum viszont megemlíti, hogy a Nagy Pogány Hadsereg angliai inváziójának célja Ragnar Lodbrok, Svédország és Dánia legendás viking uralkodójának halálának megbosszulása volt. A viking saga szerint Ragnar Ælle király uralkodása alatt Northumbria ellen hajtott végre portyát. A vikingek vereséget szenvedtek, Ragnart pedig a northumbiaiak fogságba ejtették. Ælle ezután kivégeztette Ragnart, és egy mérges kígyókkal teli gödörbe dobta. Amikor Ragnar fiai hírt kaptak apjuk haláláról, elhatározták, hogy bosszút állnak érte.

### A hadsereg mérete

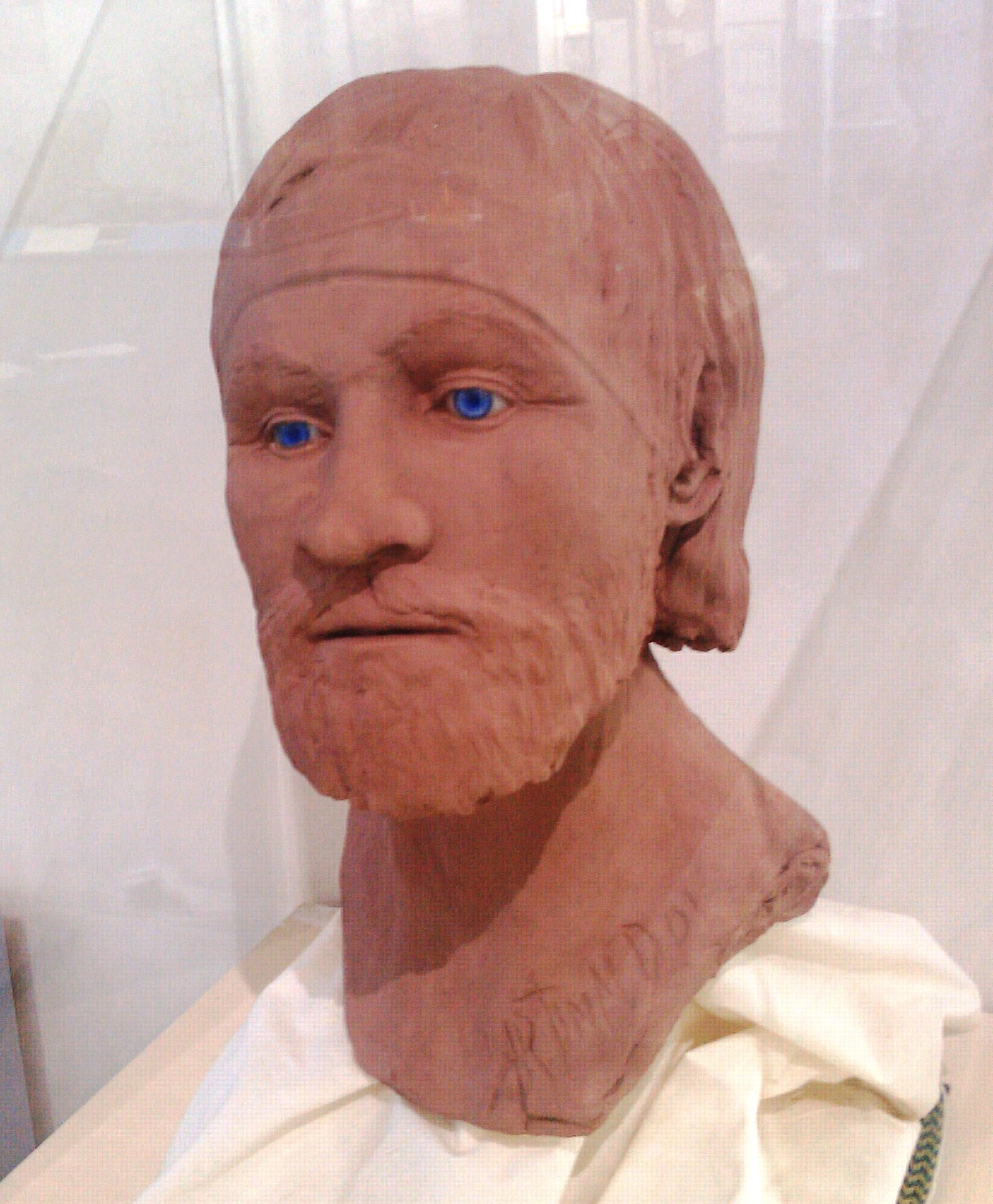
Egy viking rekonstrukciója a merciai Reptonból. Ez a modell most a Derby Múzeumban található

A történészek különböző becsléseket adnak a Nagy Pogány Hadsereg méretére vonatkozóan. A "minimalista" tudósok, például Pete Sawyer szerint a sereg kisebb lehetett, mint azt hagyományosan gondolják. Sawyer megjegyzi, hogy a 865-ös Angolszász krónika a viking haderőt pogány hadseregként, óangolul "hæþen here" néven említi.
Ine wessexi király 694 körül kiadott törvénykönyve a here (ejtsd: /ˈheːre/) fogalmát "harmincöt férfinál több embert számláló megszálló sereg vagy portyázó csapat"-ként határozza meg, megkülönböztetve ezzel a megszálló viking sereg és a fyrdként emlegetett angolszász sereg fogalmát. Az Angolszász krónikát író írástudók itt a viking erők leírására használták ezt a kifejezést. Richard Abels történész szerint ezzel akarták megkülönböztetni a viking harci csapatokat az állam vagy a korona által szervezett katonai erőktől. A 10. század végére és a 11. század elejére a "here" kifejezést általánosabban használták egy hadseregre, függetlenül attól, hogy az viking volt-e vagy sem.
Sawyer készített egy táblázatot a viking hajók számáról, amint azt az Angolszász krónika dokumentálja, és feltételezi, hogy minden egyes viking hajó legfeljebb 32 embert szállíthatott, amiből arra következtet, hogy a hadsereg legfeljebb 1000 főből állhatott. Más tudósok ennél magasabb becsléseket adnak. Laurent Mazet-Harhoff például megjegyzi, hogy a Szajna térségében végrehajtott inváziókban több ezer ember vett részt. Mazet-Harhoff elismeri, hogy az ilyen nagy létszámú hadseregeket befogadó katonai bázisokat még nem fedezték fel újra. Guy Halsall arról számolt be, hogy az 1990-es években több történész is azt javasolta, hogy a Nagy Pogány Hadsereg létszáma alacsony, és elismerte, hogy "még mindig sok a vitatéma".
A hadsereg valószínűleg a franciaországi hadjáratokból alakult ki, ahol konfliktus volt Jámbor Lajos császár és fiai között. Az egyik fiú, I. Lothár, örömmel fogadta egy viking flotta támogatását. Mire a háború véget ért, a vikingek felfedezték, hogy a hajózható folyókon fekvő kolostorok és városok sebezhetőek a támadásoknak. 845-ben egy Párizs elleni támadást a vikingeknek fizetett nagy mennyiségű ezüsttel sikerült megakadályozni. A gazdag zsákmányszerzés lehetősége más vikingeket is a térségbe vonzott, és az évtized végére a Nyugati Frank Királyság valamennyi fő folyóját viking flották járőrözték. 862-ben a nyugatfrank király válaszolt a vikingeknek, megerősítette városait és megvédte folyóit, megnehezítve a vikingek számára a belföldi portyázást. A folyók alsó folyása és a tengerparti területek nagyrészt védtelenek maradtak. Az ezeken a területeken élő vallási közösségek a viking flották hatósugarától távolabb, a szárazföld belsejébe költöztek. Mivel a frank változások megnehezítették a portyázást, a vikingek figyelmüket Anglia felé fordították.

## Angliai Invázió
A viking vezetők gyakran a kölcsönös előnyök érdekében fogtak össze, majd a nyereség elérése után feloszlottak. A frank és fríz viking vezérek közül többen, akik korábban Frank- és Frízföldön tevékenykedtek, egyesítették erőiket, hogy meghódítsák az angolszász Angliát alkotó négy királyságot. Az összetett haderő valószínűleg tartalmazott Dániából, Norvégiából, Svédországból és Írországból származó egységeket, valamint a kontinensen harcolókat. Az angolszász történetíró, Æthelweard nagyon pontosan fogalmazott krónikájában, és azt írta, hogy "a viking zsarnok, Csonttalan Ivar flottái északról szálltak partra Angliában".
A vikingeket 851-ben Æthelwulf legyőzte, ezért ahelyett, hogy Wessexben szálltak volna partra, úgy döntöttek, hogy északabbra, Kelet-Angliába mennek. A legenda szerint az egyesített sereget Ragnar Lodbrok három fia vezette: Halfdan Ragnarsson, Ivar a csont nélküli (Hingwar) és Ubba. Az északi mondák a három testvér invázióját válasznak tekintik apjuknak a Northumbriai Ælle általi 865-ben bekövetkezett halálára, de ennek az állításnak a történelmisége bizonytalan.

### Invázió kezdete (865)

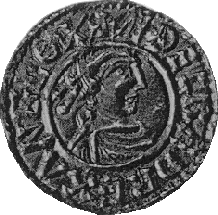
I. Æthelred, Wessex királyának ezüst pénzérméje (865-871)

865 végén a Nagy Pogány Hadsereg Thanet-szigeten táborozott, és a kenti emberek danegeldet ígértek nekik a béke fejében. Ettől függetlenül a vikingek nem tartották magukat ehhez a megállapodáshoz, és folytatták Kent keleti részének feldúlását.
A vikingek Kelet-Angliát használták inváziójuk kiindulópontjaként. A kelet-angliaiak úgy kötöttek békét a betolakodókkal, hogy lovakkal látták el őket. A vikingek Kelet-Angliában töltötték a telet, mielőtt 866 vége felé Northumbria felé indultak, és Yorkban telepedtek le. 867-ben a northumbriaiak danegeldet fizettek, és a viking sereg bábvezért állított fel Northumbriában, mielőtt elindultak a Merciai Királyságba, ahol 867-ben elfoglalták Nottinghamet. Mercia királya segítséget kért Wessex királyától a vikingek elleni küzdelemhez. Wessex és Mercia egyesített hadserege egyértelmű eredmény nélkül ostromolta Nottingham városát, így a merciaiak megelégedtek azzal, hogy kifizetik a vikingeket. A vikingek 868 őszén visszatértek Northumbria tartományba, és Yorkban teleltek át, ahol 869 nagy részében maradtak. Visszatértek Kelet-Angliába, és 869-870 telét Thetfordban töltötték. Thetfordban tartózkodva megtámadta őket Edmund, Kelet-Anglia királya, akivel nem kötöttek békeszerződést. A viking sereg győzedelmeskedett ezekben a csatákban, Edmundot pedig elfogták, valószínűleg megkínozták és megölték. Később Edmund mártírként vált ismertté.

Nagy-Britannia térképe 878-ban, rózsaszínnel a vikingek által birtokolt területeket ábrázolva.

871-ben Bagsecg vezetésével Skandináviából megérkezett a Nagy Nyári Hadsereg. A megerősített viking sereg Wessex felé fordult, de a nyugat-szászok Æthelred király testvére, Alfréd vezetésével 871. január 8-án az ashdowni csatában legyőzték őket, és közben Bagsecget is megölték. Három hónappal később Æthelred meghalt, utóda pedig Alfréd (a későbbi Nagy Alfréd) lett, aki időt nyerve megvásárolta a vikingeket. 871-872 között a Nagy Pogány Hadsereg Londonban telelt, mielőtt visszatért volna Northumbriába. Úgy tűnik, hogy Northumbria báburalkodója ellen lázadás tört ki, ezért visszatértek, hogy helyreállítsák a hatalmat. Ezután 872-873-ra a Lindsey Királyságban (ma Lincolnshire része) található Torkseyben rendezték be téli szállásukat. A merciaiak a béke fejében ismét kifizették őket, és 873 végén a vikingek a derbyshire-i Reptonban foglaltak téli szállást.
874-ben, a Reptonban töltött téli tartózkodásukat követően a Nagy Pogány Hadsereg száműzte a merciai királyt, és végül meghódította Merciát. A száműzött merciai királyt Ceolwulf váltotta fel. Nagy Alfréd életrajzírója, Asser szerint a vikingek ezután két csapatra szakadtak. Halfdan az egyik csapatot északra, Northumbria felé vezette, ahol a Tyne folyó mellett telelt át (874-875). 875-ben tovább pusztított észak felé Skóciában, ahol harcolt a piktekkel és a strathclyde-i britekkel. A határtól délre visszatérve 876-ban szétosztotta a northumbiai földeket az emberei között, akik "felszántották a földet és eltartották magukat". Ez a föld a Danelaw néven ismertté vált terület része volt.

### Alfréd király győzelme
Asser szerint a második egységet Guthrum, Oscetel és Anwend vezette. Ez a csoport szintén 874-ben hagyta el Reptont, és 874-875 telére Cambridge-ben telepedett le. 875 végén Warehamba vonultak, ahol portyáztak a környéken, és megerősített állást foglaltak el. Asser arról számol be, hogy Alfréd szerződést kötött a vikingekkel, hogy rávegye őket Wessex elhagyására. A vikingek elhagyták Warehamot, de nem sokkal később Wessex más részein is portyáztak, és kezdetben sikerrel jártak. Alfréd azonban visszavágott, és végül 878-ban az edingtoni csatában győzelmet aratott felettük. Ezt szorosan követte az, amit Asser a wedmorei szerződésként írt le, ahol Guthrum beleegyezett, hogy megkeresztelkedik, majd ő és serege elhagyja Wessexet. Ezután nem sokkal megállapodtak egy új szerződésben, melyet csak Alfréd és Guthrum szerződéseként neveznek, amely meghatározta területeik határait, békés kereskedelmi megállapodásokat, valamint népeik vérdíjának értékét.

## Következmény

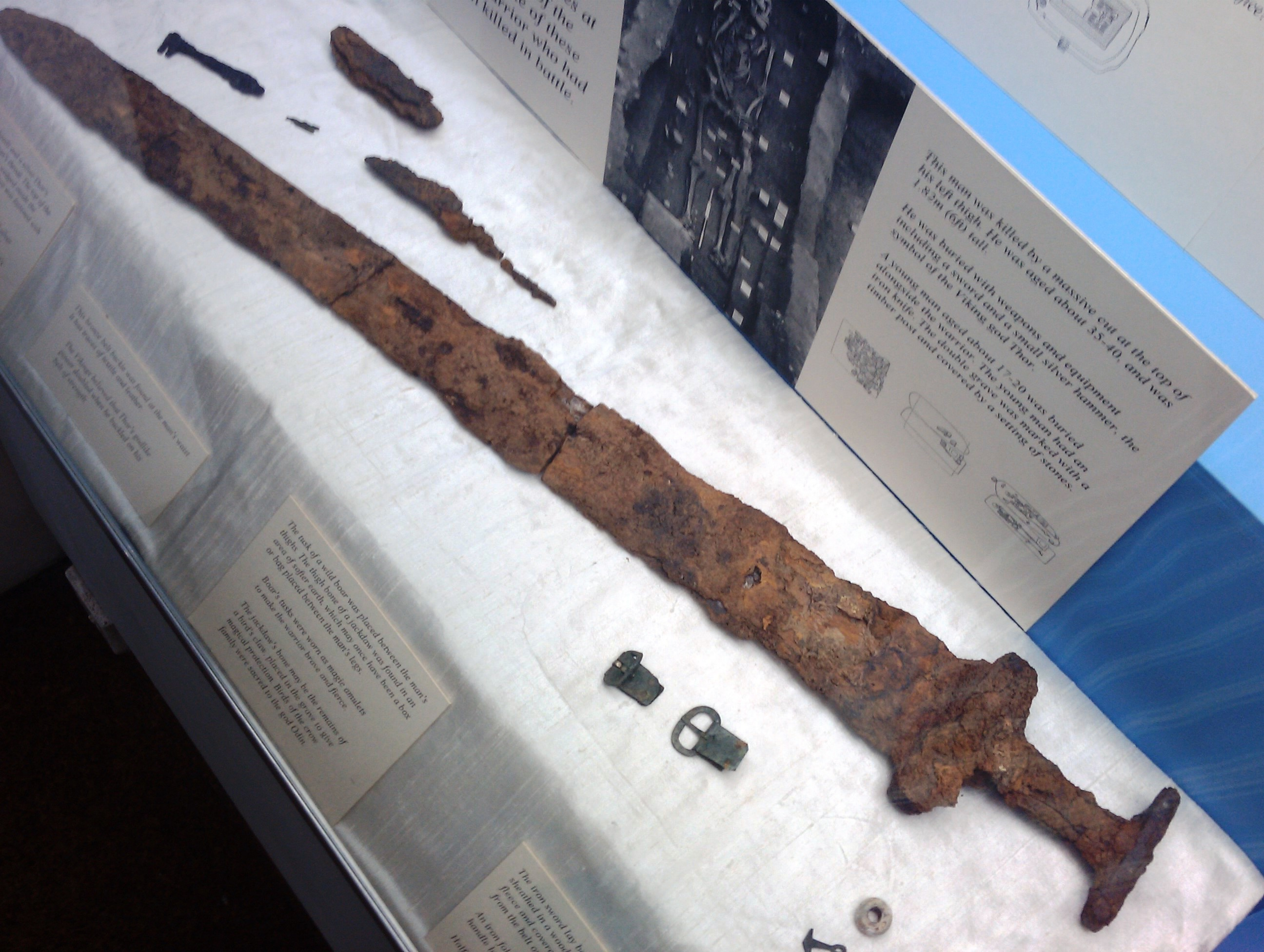
Egy viking kardja, amelyet a merciai Reptonban temettek el. Ez a kard most a Derby Múzeumban található.

878 végén Guthrum csapata a Mercia királyságban található Cirencesterbe vonult vissza. Ezután, valószínűleg 879 végén, Kelet-Angliába költözött, ahol Guthrum, akit keresztnevén Aethelstan néven is ismertek, 890-ben bekövetkezett haláláig uralkodott. A seregnek az a része, amelyik nem Guthrummal tartott, többnyire Northumbria és York területén folytatta letelepedettebb életét. Néhányan talán Merciában telepedtek le. Erre bizonyíték a Derbyshire-ben található két viking temető, amelyekről úgy vélik, hogy a nagy sereghez kapcsolódnak, Reptonban és Heath Woodban.
878-ban egy harmadik viking sereg gyűlt össze Fulhamben, a Temze partján. Úgy tűnik, hogy részben Guthrum veresége bátortalanította el őket, de Alfréd vikingek elleni sikere egybeesett a frankok újbóli gyengülésének időszakával is. A frank császár, Kopasz Károly 877-ben, majd nem sokkal később a fia is meghalt, ami politikai instabilitás időszakát idézte elő, amit a vikingek gyorsan ki tudtak használni. A Temzén összegyűlt viking sereg 879-ben elindult, hogy új hadjáratokat kezdjen a kontinensen.
892-ben a Fulhamben táborozó, immár 250 hajóból álló sereg visszatért, és a kenti Appledore-ban telepedett le újra. Nem sokkal később egy másik, 80 hajóból álló sereg is tábort vert Milton Regisben, és veszélyt jelentett a nyugat-szászokra. A sereg ezt követően támadássorozatot indított Wessex ellen. Részben a király azon erőfeszítései miatt, hogy ellenállt a támadóknak és megvédte Wessexet, a pogány sereg a reméltnél kisebb hatást gyakorolt a királyság ellen, és kevés előrelépést ért el, és végül 896-ban feloszlott.
A 880-as években a vikingek jelenléte a királyságában arra ösztönözte Alfrédot, hogy megvédje Wessexet. A király felismerte a vikingek elleni tengeri harc fontosságát, és gondoskodott a haditengerészet létrehozásáról; Alfréd olyan speciális hajók építését rendelte el, amelyek állítólag kétszer olyan hosszúak voltak, mint a viking hajók, egyesek 60 evezővel rendelkeztek, mások még többel. Alfréd átszervezte a hadsereget, és létrehozott egy erősített városokból álló rendszert, amelyeket burhoknak neveztek.
Alfréd főleg régi római városokat használt fel a hadjárataihoz, mivel képes volt átépíteni és megerősíteni a meglévő erődítményeiket. Az ország minden szabad emberét be lehetett hívni, hogy baj esetén megvédje a birodalmat, de a vikingek rajtaütéses portyáinak sebessége túl gyors volt ahhoz, hogy a helyi milíciák cselekedni tudjanak; Alfréd reformjainak része volt egy olyan állandó hadsereg létrehozása, amely gyorsan tudott reagálni a támadásokra. Az angolszász vidéki lakosság minden burh 24 km-es (15 mérföldes) körzetében élt, így szükség esetén menedéket tudtak keresni. A burhok és az állandó hadsereg fenntartása érdekében Alfréd adó- és sorozási rendszert hozott létre, amelyet a ma Burghal Hidage néven ismert dokumentumban rögzítettek. A burhokat katonai utak hálózata, az úgynevezett herepath-ok kötöttek össze, lehetővé téve Alfréd csapatainak a gyors mozgást az ellenséggel szemben. Mivel a here általában egy megszálló hadseregre utalt, ebből következik, hogy a herepath egy here ellen használható út volt.
Egyes történészek úgy vélik, hogy minden burhnak rendelkeznie kellett egy lovas haderővel, amely készen állt a vikingek elleni harcra. A Burghal Hidage adatai alapján valószínű, hogy Wessex felnőtt férfi lakosságának egyötöde (27 000 férfi) mozgósítható lett volna. A vikingek általános taktikája az volt, hogy elfoglalnak egy központot, általában valamilyen erődítményt, amelyet megerősíthetnek, majd bázisként használhatnak a környező körzet kifosztására. Alfréd reformjai 884-től kezdve megakadályozták, hogy ezt Wessexben megtegyék.
896-ra a viking sereget teljesen legyőzték, és nem látott többé okot a támadások folytatására, ezért szétszéledt Kelet-Angliába és Northumbria tartományba. A nincstelenek hajókat kerestek maguknak, és a tengeren át délre, a Szajna felé indultak. Az angolszász Angliát szétszakította a betörő Nagy Pogány Hadsereg, és a vikingek uralták Észak- és Kelet-Angliát, míg Alfréd és utódai megvédték királyságukat, és Wessexet továbbra is uralmuk alatt tartották.

## Ásatási területek
A reptoni Szent Wystan kőtemplom a 9. században egy angolszász kolostor és templom helyén áll. A helyszínen 1974 és 1988 között végzett ásatások során a folyó partján egy D alakú földművet találtak, amely a templomba épült be. A templom keleti végében viking típusú temetkezéseket végeztek, és egy meglévő épületet kivágtak, és egy sírhalom kamrájává alakították át, amely legalább 249 ember szétdarabolt maradványait tárta fel, hosszú csontjaik a temetkezés közepe felé mutattak. A tömegsír közepén egy nagyméretű kőkoporsót találtak, de ennek a testnek a maradványai nem maradtak fenn. A csontvázmaradványok vizsgálata során kiderült, hogy a holttestek legalább 80%-a férfi volt, és 15 és 45 év közötti. A csontok között számos viking kori leletet is találtak.
Bár a kezdeti szénizotópos kormeghatározás azt sugallta, hogy a holttestek több évszázad alatt halmozódtak fel ott, 2018 februárjában a Bristoli Egyetem kutatócsoportja bejelentette, hogy a maradványok mindegyike a 9. század végére datálható, ami összhangban van azzal az idővel, amikor a hadsereg Derbyshire-ben telelt.  A kezdeti eltéréseket a vikingek nagy mennyiségű tenger gyümölcseinek fogyasztásával magyarázták.  Mivel a Föld óceánjaiban lévő szén idősebb, mint a szárazföldi szervezetek által talált szén nagy része, a szénizotópos kormeghatározást ki kell igazítani.  Ezt nevezzük tengeri rezervoárhatásnak.
A közeli Heath Wood halomsíros temetőben mintegy hatvan hamvasztás (és nem temetés) történt. A brit szigeteken nagyon ritkák a hamvasztási lelőhelyek leletei, és ez a lelőhely valószínűleg szintén a Nagy Pogány Hadsereghez kapcsolódott.

## Fordítás
Ez a szócikk részben vagy egészben  a   Great Heathen Army című angol Wikipédia-szócikk ezen változatának fordításán alapul.  Az eredeti cikk szerkesztőit annak laptörténete sorolja fel. Ez a jelzés csupán a megfogalmazás eredetét és a szerzői jogokat jelzi, nem szolgál a cikkben szereplő információk forrásmegjelöléseként.